# Kosmopolitisme
Van kosmopolitisme is sprake als iemand een gevoel van verbondenheid met de mensheid in het algemeen ervaart, dat sterker is dan enig gevoel voor nationale of regionale identiteit. Een dergelijke verbondenheid wordt ook wel aangemerkt als wereldburgerschap. Kosmopolitisme gaat ervan uit dat culturen aan verandering onderhevig zijn en elkaar beïnvloeden.
Er zijn stromingen in het kosmopolitisme die de nadruk leggen op de rechten van het individu. Iedereen heeft in deze visie de vrijheid om uit zijn eigen cultuur te stappen of te trouwen met iemand uit een andere cultuur.
De filosoof Immanuel Kant heeft in zijn boekje: 'Over de eeuwige vrede' (Zum ewigen Frieden) geschreven over een wereldgemeenschap voor en van wereldburgers, een wereldstaat. Als dat niet haalbaar is, dan is volgens hem misschien wel een wereldfederatie van de bestaande staten mogelijk. Kant predikt echter ook de morele plichten van het individu, dit wil zeggen dat iedereen in nood geholpen dient te worden maar daarbij ook moet worden ondersteund in zijn of haar welvaart. Volgens Kant is 'indirecte democratie' de enige mogelijke overheidsvorm waarbij het mogelijk is om de principes van ethiek, recht en rechtvaardigheid te combineren in harmonie binnen de gehele wereld. Hij argumenteert dat een echte en wereldwijde vrede alleen mogelijk is wanneer alle staten georganiseerd worden op basis van 'republikeinse' idealen, en wanneer ze de mensenrechten handhaven van hun eigen inwoners maar tevens van de immigranten. Dan is er een vrede in de situatie in de wereld waarbij waar je ook bent je je overal thuis voelt.
Wereldburger kan ook een soort erenaam zijn, bijvoorbeeld: 'Johan Cruijff is een echte wereldburger'. Dan gaat het om iemand die veel gereisd heeft, gewerkt heeft in meerdere landen. Bij Johan Cruijff en andere beroemdheden gaat het nog verder: zijn naam is over de grenzen bekend.
De Amerikaan Garry Davis deed kort na de Tweede Wereldoorlog afstand van zijn Amerikaans burgerschap en riep zich uit tot wereldburger. Hij was toen in Parijs waar de eerste algemene vergadering van de Verenigde Naties in volle gang was. In zijn boek 'My country is the world' schrijft hij hierover. Hij komt dan in de bijzondere situatie dat hij 'niet meer bestaat', tenminste vanuit juridisch standpunt, want Frankrijk erkent zijn zelf gemaakte paspoort niet en hij heeft geen Amerikaans paspoort meer.
De actie van Garry Davis heeft wel veel publicitaire gevolgen gehad, hij haalde veel kranten wereldwijd. 
Er bestaat een internationaal register van wereldburgers. Hierin zijn opgenomen tienduizenden mensen die zich uitgeroepen hebben tot wereldburger. Dat is een symbolische stap waarmee zij zeggen een wereldparlement te willen, een toestand waarvan zij verwachten dat daarin conflicten met woorden beslecht worden in plaats van met wapens. 
De term wereldburger wordt in toenemende mate gebruikt voor mensen die zich vanuit een particulier initiatief bezighouden met ontwikkelingssamenwerking. Het staat voor een geëngageerde en actieve opstelling tegenover mondiale vraagstukken inzake de verdeling van bezit en macht. 

## Kosmopolitisme, multiculturalisme en universalisme
Tussen deze begrippen bestaat verschil. Kosmopolitisme gaat uit van de idee dat iedereen vrij is in zijn of haar keuze in cultuur. Vanaf de geboorte zou iedereen vrij moeten zijn om zijn eigen keuze te maken op het gebied van cultuur of om zelf een cultuur te creëren, zonder enige belemmering. De rechten van het individu worden hierbij belangrijker geacht dan de rechten of wetten van de cultuur. Er bestaat zo geen rechtvaardiging om tegen de rechten of de wil van het individu in te gaan met als excuus de cultuur of de culturele waarden en normen. De andere kant van dezelfde spreekwoordelijke medaille is het multiculturalisme. Deze stroming stelt het behoud van de eigen cultuur voorop. De verschillende culturen kunnen wel vreedzaam naast elkaar voortbestaan. In deze visie is het niet mogelijk om deel te worden van een andere cultuur en in het geval van migratie “migreert” de cultuur van het individu dan ook mee. Universalisme drukt veeleer een principiële gelijkheid uit tussen mensen, ongeacht hun etnische, religieuze en andere afkomstkenmerken, zoals bijvoorbeeld uitgedrukt in de Universele Rechten van de Mens.
In het debat tussen degenen die de overeenkomsten, dan wel verschillen tussen mensen beklemtonen, geeft de Franse filosoof Alain Badiou een herwaardering van de apostel Paulus als voorloper en grondlegger van het moderne universalisme, als overbruggende waarde voor de mensheid, die in zijn verscheidenheid ook rijkdom betekent. Paulus zegt in 1 Kor. 14,7: "Het is als met een instrument, bijvoorbeeld een fluit of citer. Als er geen verschil tussen de tonen is, hoe kan men dan horen welke melodie er wordt gespeeld?". Badiou concludeert als Paulus in de Romeinenbrief (10,11): "Man, of vrouw, jood of Griek, slaaf of vrije: belangrijk is dat verschillen het universele dragen dat hen als een genade overkomt" (In: Alain Badiou, Paulus. De fundering van het universalisme, p.181).

## Sociologisch begrip
In de sociologie wordt de kosmopoliet volgens het lifestyleonderzoek getypeerd als een open en kritische wereldburger met hoge status en een (post)modern waardenpatroon dat uitgaat van ontplooien, maatschappelijk succes, materialisme en genieten. 10% van de bevolking is volgens die leefstijlanalyse kosmopoliet, bestaat uit evenveel mannen als vrouwen, merendeels in de jongere leeftijdsgroep en de hogere inkomensgroep.
Verder typeert het onderzoek van het initiërende onderzoeksbureau Motivaction het sociale milieu van de kosmopoliet als volgt:
Qua ambities is de kosmopoliet gericht op maatschappelijk succes, zelfontplooiing en is sociaal bewogen. Zijn maatschappelijke en politieke houding is internationaal georiënteerd, tolerant en draagt zijn interesse. Wat werken en presteren betreft heeft hij een centrale drijfveer, een hoge ambitie en is hij gericht op inkomensverbetering; zijn werk geeft hem identiteit en status. Zijn leefstijl is consumptiegericht, materialistisch en technologie-minded, impulsief en avontuurlijk, statusgevoelig, en hecht hij waarde aan etiquette, kunst en cultuur. In sociale relaties is hij een netwerker en is hij gericht op gelijkgestemden.

### Sociodemografisch
In Nederland telt het sociale milieu van de kosmopolieten 1,3 miljoen Nederlanders, waarbij er ongeveer evenveel mannen als vrouwen zijn. Ze hebben een relatief hoog opleidingsniveau en wordt gekenmerkt door relatief hoog aantal jongeren (tot 35 jaar). Met uitzondering van de studenten zitten kosmopolieten in het segment van de hoge inkomens. Ten opzichte van de zeven andere sociale milieus is men minder vaak gehuwd of samenwonend.

### Beroepen
Kosmopolieten zijn volgens het lifestyleonderzoek veelal werkzaam in kantoorfuncties, hogere managementfuncties en vrije beroepen op terreinen als onderwijs, wetenschap, marketing, kassier en PR.

## Organismen
Een dier of plant kan ook een kosmopoliet zijn, dit betekent dat de soort op vele continenten en in vele klimaatgebieden voorkomt. Zie kosmopolitische verspreiding.